# J. Cross
J. Cross (Lebensdaten unbekannt) war ein schottischer Fußballspieler.

## Karriere
Cross spielte für die Albion Rovers aus dem schottischen Coatbridge, im Dezember 1893 gehörte er zur Mannschaft, die im Scottish FA Cup 1893/94 im Celtic Park auf Celtic Glasgow traf und mit 0:7 unterlag. Im März 1894 kam Cross, der als rechter Verteidiger agierte, zum englischen Erstligisten Nottingham Forest und wurde am 31. März erstmals in einer Partie der United Counties League eingesetzt (ebenso wie Mittelstürmer Tommy Rose); die Partie vor 2.000 Zuschauern bei Sheffield United endete mit einem 0:0-Unentschieden.
Eine Woche später debütierte er bei einem 2:0-Erfolg gegen Newton Heath – beide Treffer erzielte John Brodie – im letzten Heimspiel der Football League First Division 1893/94 in der Verteidigung an der Seite von Adam Scott, der bereits 1890 ebenfalls von den Albion Rovers zu Nottingham gewechselt war. Nach einem weiteren Einsatz in der United Counties League (0:3 gegen Derby County), wie in den beiden vorangegangenen Partien an der Seite von Scott, endete seine Zeit bei Nottingham bereits wieder, da er nicht über das Saisonende hinaus verpflichtet wurde. Cross kehrte zu den Albion Rovers zurück und gehörte im November 1894 einer Auswahlmannschaft von Lanarkshire an, die in einem Verbandsauswahlspiel gegen Ayrshire mit 2:5 unterlag. Im höherklassigen Fußball trat Cross letztmals in der Saison 1896/97 als Spieler des FC Clyde in Erscheinung.